# Quedius cruentus
Quedius cruentus is een keversoort uit de familie kortschildkevers (Staphylinidae). Het is een inheemse soort in Europa en geïntroduceerd in het noordoosten van de Verenigde Staten.

## Beschrijving
Quedius cruentus is ongeveer negen millimeter lang. De poten, antennes, monddelen, dekschilden (elytra) en het uiteinde van het achterlijf zijn oranjebruin; de rest is zwart. De kever is met name van april tot september te zien. Hij leeft onder schors, in rottend hout of compost.